# ادوارد مورادیان
ادوارد سارگسی مورادیان (ارمنی: Էդվարդ Սարգսի Մորիկյան؛ زادهٔ ۲۲ اوت ۱۹۲۷ - درگذشته ۲۴ ژوئیهٔ ۲۰۰۲) یک پرورش‌دهنده میوه اهل ارمنستان بود.

## زندگی‌نامه
در ۲۲ اوت ۱۹۲۷ در اوشاکان به دنیا آمد و از دانشگاه ملی علوم کشاورزی ارمنستان فارغ‌التحصیل شد. وی عضو فرهنگستان ملی علوم ارمنستان بود.  وی در ۲۴ ژوئیهٔ ۲۰۰۲ در سن ۷۴ سالگی در ایروان درگذشت.

## یادداشت
1. ↑  գյուղատնտեսական գիտությունների դոկտոր
2. ↑  Պտղաբուծություն
3. ↑  պտղաբույծ-ընտրասերումնաբան